# Martin Wutte

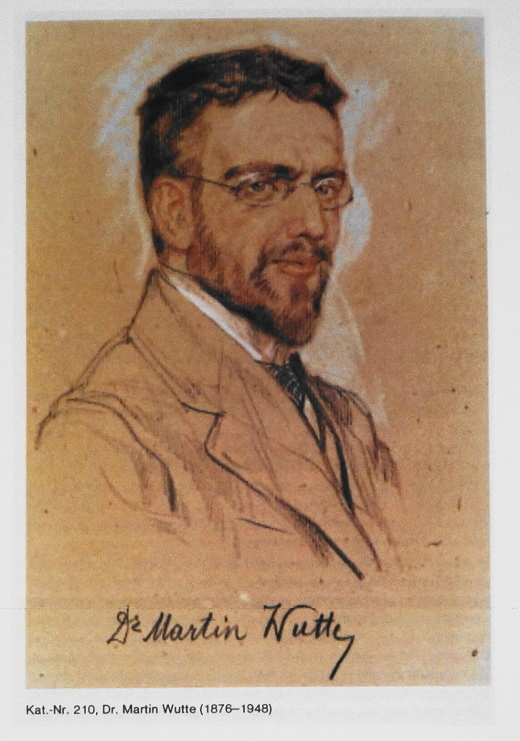

Martin Wutte (* 15. Dezember 1876 in Obermühlbach; † 30. Jänner 1948 in Klagenfurt) war ein österreichischer zunächst deutschnationaler und später nationalsozialistischer Kärntner Landeshistoriker.

## Leben
1896 legte Martin Wutte seine Matura mit Auszeichnung am Staatsgymnasium in Villach ab. Nach einem Studium der Geschichte und Geographie an der Universität Graz promovierte er 1901 zum Dr. phil. Anschließend lehrte er in Graz, Marburg an der Drau und am Staatsgymnasium in Klagenfurt. Wutte war Sekretär des Kärntner Geschichtsvereins von 1907 bis 1938, Redakteur der Zeitschrift Carinthia (1913–1939), Direktor des Kärntner Landesarchivs von 1923 bis 1939 und Autor zahlreicher Publikationen. Zusätzlich war er Sachbearbeiter für Kärnten in der österreichischen Delegation in Saint Germain (1919) zur Vorbereitung der Kärntner Volksabstimmung.
Wutte publizierte im Jahr 1927 die so genannte Windischentheorie, in der die Kärntner Slowenen je nach ihrem unterstellten Abstimmungsverhalten bei der Volksabstimmung in „Windische“ und „nationale Slowenen“ unterteilt werden. Erstere sprächen ein mit dem Deutschen vermischtes Slowenisch, das „Windische“, seien „heimattreu“ und stünden der deutschen Kultur nahe. Die „nationalen Slowenen“ werden dementsprechend als fremde Eindringlinge stilisiert. Die These geht von einer ethno-nationalistischen Interpretation der Bevölkerungsverhältnisse in Kärnten aus und wurde in den 1940er Jahren von den Nationalsozialisten zur Begründung ihrer rassistischen Politik gegenüber den Kärntnern herangezogen. Die heutige Sprachwissenschaft lehnt die Idee einer Windischen Sprache im Wutte'schen Sinne ab und in der Geschichtswissenschaft gilt Wuttes Erklärung für das Stimmverhalten im Jahr 1920 als unzureichend und eindimensional.
Am 8. Oktober 1942 beantragte Wutte die Aufnahme in die NSDAP und wurde rückwirkend zum 1. Oktober aufgenommen (Mitgliedsnummer 9.197.361). Im selben Zeitraum hat Wutte seine wirkungsgeschichtlich bedeutendste Publikation Kärntner Freiheitskampf 1918–1920 in zweiter Auflage so umgearbeitet und erweitert, dass an seinem antisemitischen Ressentiment, an seiner fundamentalistischen Ablehnung des Pazifismus und glühenden Begeisterung für die aggressive Außenpolitik Adolf Hitlers kein Zweifel besteht.

## Auszeichnungen und Ehrungen
- 1928: Goldenes Ehrenzeichen für Verdienste um die Republik Österreich
- 1942: Wolfgang-Amadeus-Mozart-Preis der Stiftung F.V.S., verliehen durch die Universität Graz

## Publikationen
- Die sprachlichen Verhältnisse in Kärnten auf der Grundlage der Volkszählung von 1900 und ihre Veränderungen im 19. Jahrhundert, in: Carinthia I., 96, 1906.
- Die sprachlichen Verhältnisse in Krain, in: Deutsche Erde, Bd. 8, 1909.
- Deutsche und Slowenen in Kärnten, in: Carinthia I., 109, 1919.
- Kärntner Freiheitskampf 1918–1920, Klagenfurt, 1922 (Neuauflage R. Habelt 1985, ISBN 3-7749-2251-9).
- Landeskunde von Kärnten. 1923 (Gemeinsam mit Franz Lex und Viktor Paschinger).
- Die sprachlichen Verhältnisse in Kärnten nach der Volkszählung von 1923, in: Carinthia I., 114, 1924.
- Der Kampf um Süd-Kärnten. 1925.
- Die Lage der Minderheiten in Kärnten und in Slowenien. Klagenfurt, 1926 (Gemeinsam mit Oskar Lobmeyr).
- Deutsch-Windisch-Slowenisch. Klagenfurt, 1927.
- Die Lage der Slowenen in Kärnten, in: Nation und Staat 5, 1931/32.
- Geschichte der deutschen Siedlung in Krain, in: Handwörterbuch des Grenz- und Auslanddeutschtums, Bd. 3, Breslau, 1938.
- Zur Siedlungsgeschichte. Ein Überblick, in: Oberkrain, Krainburg, 1942. (Gemeinsam mit Viktor Paschinger und Georg Graber).
- Kärntens Freiheitskampf. 2., umgearb. u. verm. Aufl., Klagenfurt, 1943.
- Kärntens Wege zum Meer in alter und neuer Zeit, in: Carinthia I. 133, 1943.